# دنيا ميخائيل
دنيا ميخائيل (بالإنجليزية: Dunya Mikhail)‏ وهي شاعرة عراقية تكتب باللغة العربية واللغة الإنكليزية، مقيمة في الولايات المتحدة. ولدت دنيا ميخائيل في سنة 1965 في مدينة بغداد عاصمة العراق، وهي خريجة جامعة بغداد، وفي التسعينات هاجرت إلى الولايات المتحدة وتخرجت من جامعة وين ستيت في 2001 ونالت جائزة من الأمم المتحدة لكتاباتها عن حقوق الإنسان.
من أبرز مؤلفاتها «الليالي العراقية»، التي صدرت سنة 2013 عن دار ميزوبوتاميا، وترجمها إلى الإنجليزية كريم جيمس أبو زيد، وصدرت الترجمة سنة 2014 بعنوان The Iraqi Nights. وتُرجمت بعض أعمالها الأخرى إلى اللغات الإنجليزية والإيطالية والبولندية والصينية والفرنسية والهندية.

## سيرتها
ولدت دنيا ميخائيل بمنطقة الكرادة وسط بغداد، عام 1965 لعائلة كلدانية كاثوليكية. تخرجت بدرجة البكالوريوس من جامعة بغداد.
عملت دنيا كصحفية ومحررة بالقسم الأدبي ومترجمة لصحيفة بغداد أوبزرفر. لكونها كاتبة ليبرالية في زمن الديكتاتورية والرقابة، هربت ميخائيل من العراق في عام 1995 متوجهة إلى الأردن أولاً، ثم في النهاية إلى الولايات المتحدة، حيث أصبحت مواطنة أمريكية، وتزوجت وأنجبت ابنة. درست دراسات الشرق الأدنى وحصلت على درجة الماجستير من جامعة وين ستيت.
في عام 2001، حصلت على جائزة الأمم المتحدة لحقوق الإنسان في حرية الكتابة.
تتحدث دنيا ميخائيل وتكتب باللغتين العربية والإنجليزية. تشمل أعمالها المجموعة الشعرية «الحرب تعمل بجد»، والتي فازت بجائزة صندوق ترجمة PEN، وتم ترشيحها في القائمة المختصرة لجائزة غريفن للشعر، وتم اختيارها كأحد أفضل الكتب لعام 2005 من قبل مكتبة نيويورك العامة، وفاز عمل آخر لها بعنوان «يوميات موجة خارج البحر» بجائزة الكتاب العربي الأمريكي. ظهر شعرها في مجلة الشعر الدولية، والشعر الحديث المترجم، ولندن تايمز، بالإضافة إلى مختارات منها "World Beat: International Poetry Now"، وزهور اللهب: أصوات العراق غير المسموعة، والشعر العراقي اليوم: الشعر الحديث المترجم. وقد فازت دنيا ميخائيل بجائزة كريسكي للآداب والفنون في ديترويت سنة 2013، واختيرت من بين أكثر من 700 أديب وفنان مرشح لنيل الجائزة.
ترشح كتابها «في سوق السبايا» (الذي ترجمته مع المترجم ماكس وايس إلى الإنجليزية) للقائمة الطويلة للجائزة الوطنية للأدب المترجم 2018 وللقائمة القصيرة لجائزة جون كينيث كالبريث. كما أصدرت دنيا ميخائيل روايتها الأولى «وشْم الطائر» سنة 2020، ورشحت الرواية في القائمة الطويلة للجائزة العالمية للرواية العربية، ثم في القائمة القصيرة.
تشمل الجوائز والمنح التي حصلت عليها دنيا ميخائيل زمالة غوغنهايم، ومنحة مؤسسة الفرسان، وجائزة الأمم المتحدة لحقوق الإنسان لحرية الكتابة. وهي المؤسس المشارك لمنتدى ما بين النهرين للفنون والثقافة في ميشيغان. تعمل حاليًا كمحاضر للغة العربية في جامعة أوكلاند في ميشيغان.

## آراؤها
تقول دنيا ميخائيل عن خبرتها الشعرية وعلاقتها بكتابة روايتها الأولى سنة 2020: «ساعدتني خبرتي الشعرية في كتابة رواية لا تخلو من تقنيات الشعر كالمفارقات والمجازات والرموز»، وترى أنه «إذا كان الشعر قابلاً للترجمة، فهذا يؤكد أن ليس هناك شيء غير قابل للترجمة».

## مؤلفاتها
- يوميات موجة خارج البحر، دار عشتار للنشر، القاهرة، 1999.[18]
- في سوق السبايا، المتوسط، 2017.[19]
- «مزامير الغياب»، 1993.[20]
- الغريبة بتائها المربوطة: شعر، دار الرافدين للطباعة والنشر والتوزيع، بيروت، 2019.[21]
- The war works hard، مانشستر، 2006.[22] ترجمة إنجليزية لـ«الحرب تعمل بجد»، دمشق، 2000.[23]
- وشم الطائر، دار الرافدين للطباعة والنشر والتوزيع، بيروت، 2020.[24]
- على وشك الموسيقى، دار نقوش عربية، تونس، 1997.[25]
- أحبك من هنا إلى بغداد: قصائد مختارة، وزارة الثقافة، الهيئة العامة لقصور الثقافة، القاهرة، مصر، 2015.[26]
- الليالي العراقية، دار ميزوبوتاميا طبع، نشر، توزيع، بغداد، 2013.[27] ترجمها إلى الإنجليزية كريم جيمس أبو زيد، وصدرت الترجمة سنة 2014 بعنوان The Iraqi Nights.
- نزيف البحر، منشورات آمال الزهاوي، بغداد، 1986.[28]
- ماء أسود: رواية، دار النسر (ترجمة)، 1996.[29]
- ننحني لتمر الحرب من فوقنا܃ نصوص، 1997.[30]
- الثقافة الٲلكترونية الجديدة تعلن موت الكلمة، 1996.[31]
- The Theory of Absence، مطبعة الجامعة الصينية، 2014، (ردمك 9789629966188)
- The Beekeeper: Rescuing the Stolen Women of Iraq، تيويورك، 2018. (ردمك 978-0811226127).[32] (في سوق السبايا)[3] أو («نحال سنجار: إنقاذ نساء العراق المختطفات»)[2]

## وصلات خارجية
- دنيا ميخائيل على موقع أرشيف الشارخ.
- الصفحة الرسمية
- مقابلة دنيا ميخائيل في مجلة غيرنيكا
- السيرة الذاتية بجائزة جريفين الشعرية
- Solmaz Sharif (25 أبريل 2014). "Dunya Mikhail: Politics in Service of Poetry". Foreign Policy in Focus. Institute for Policy Studies. مؤرشف من الأصل في 2021-01-30.
- ملف دنيا ميخائيل على موقع كلمات بلا حدود
- مقابلة دنيا ميخائيل وقراءتها في الإذاعة الوطنية العامة (NPR)